# Volturno
Volturno är en flod som flyter genom centrala och södra Italien. 
Volturnos källor ligger i Samnium i centrala Apenninerna, nära Rocchetta a Volturno (provinsen Isernia i regionen Molise). Volturno flyter åt sydöst ungefär 120 kilometer fram tills att den möter floden Calore åtta kilometer öster om Caiazzo (provinsen Caserta i regionen Kampanien). Floden rinner sedan söderut till Venafro (provinsen Isernia i regionen Molise) och passerar Capua (provinsen Caserta i regionen Kampanien) där via Appia och via Latina möttes. Floden slingrar sig vidare över kampaniska slätten och mynnar ut i Gaetabukten (Tyrrenska havet) vid Castel Volturno (provinsen Caserta i regionen Kampanien) nordöst om Neapel (provinsen Neapel i regionen Kampanien).
Floden har alltid haft stor militär betydelse. Bland annat har den varit gränsflod för folken aurunker, campanier och sidiciner. Den koloni (uppkallad efter floden) som romarna grundade 194 f.Kr. vid dåtida flodmynningen (nu en och en halv kilometer inåt landet) låg på platsen för tidigare bebyggelse. På den här platsen korsade också via Domitiana (som gick från Sinuessa till Puteoli) floden - man kan fortfarande se spår efter en bro. I historisk tid var floden också seglingsbar upp till Capua. År 554 besegrade den bysantinska generalen Narses en armé av franker och alamanner nära floden. Även senare, när Giuseppe Garibaldi invaderade syditalien 1860 försvarade sig Frans II av Bägge Sicilierna invid floden.